# Lista över Sveriges damlandskamper i amerikansk fotboll
Här listas Sveriges damlandskamper i amerikansk fotboll.

## Lista
| Datum     | År   | Spelort              | Match              | Resultat | Övrigt  | Källor |
| --------- | ---- | -------------------- | ------------------ | -------- | ------- | ------ |
| 4 oktober | 2008 | Helsingfors, Finland | Finland- Sverige   | 64-0     |         | [ 1 ]  |
| 3 oktober | 2009 | Stockholm, Sverige   | Sverige-Finland    | 6-36     |         | [ 1 ]  |
| 27 juni   | 2010 | Stockholm, Sverige   | Sverige- Kanada    | 6-12     | VM 2010 | [ 1 ]  |
| 29 juni   | 2010 | Stockholm, Sverige   | Sverige- Tyskland  | 0-14     | VM 2010 | [ 1 ]  |
| 3 juli    | 2010 | Stockholm, Sverige   | Sverige- Österrike | 20-18    | VM 2010 | [ 1 ]  |
| 3 oktober | 2010 | Helsingfors, Finland | Finland- Sverige   | 36-0     |         | [ 1 ]  |
| 29 maj    | 2011 | Barcelona, Spanien   | Spanien- Sverige   | 14-36    |         | [ 1 ]  |
| 2 oktober | 2011 | Stockholm, Sverige   | Sverige-Finland    | 5-18     |         | [ 1 ]  |
| 6 oktober | 2012 | Helsingfors, Finland | Finland- Sverige   | 22-0     |         | [ 1 ]  |